# Lamischer Krieg
Der Lamische Krieg (altgriechisch Λαμιακὸς πόλεμος) war eine militärische Auseinandersetzung im antiken Griechenland im späten 4. vorchristlichen Jahrhundert. Ein von Athen geführtes Bündnis griechischer Stadtstaaten erhob sich nach dem Tod Alexanders des Großen erfolglos gegen die Hegemonie Makedoniens.
Die Benennung dieses Krieges stammt aus der Biographie zu Phokion des kaiserzeitlichen Autors Plutarch, während er in mehreren zeitgenössischen Inschriften als „Krieg der Hellenen“ (altgriechisch Ἑλληνικὸς πόλεμος) bezeichnet wurde. Der politische Führer Athens, Hypereides, charakterisierte diesen Krieg als Kampf freier Griechen gegen Barbaren.

## Hintergrund
Seit dem Sieg König Philipps II. in der Schlacht bei Chaironeia im Jahr 338 v. Chr. übte Makedonien die Vorherrschaft über nahezu alle griechischen Poleis (hēgemonía tēs Hellados) mit Ausnahme Spartas aus, manifestiert in dem 337 v. Chr. gegründeten Hellenenbund von Korinth. In diesem Bund hatten die Griechen einen allgemeinen Frieden (koinē eirēnē) untereinander vereinbart und Philipp II. als ihren militärischen Führer für den beschlossenen Rachefeldzug gegen Persien anerkannt. Dennoch war für viele griechische Städte die makedonische Hegemonie nur schwer akzeptabel, vor allem für die „drei Häupter“ Athen, Theben und Sparta, die vor dem Aufstieg Makedoniens selbst eine Hegemonialstellung über Teile Griechenlands innegehabt hatten und deren Wiedererlangung anstrebten. Folglich sahen sie in jeder Schwächephase Makedoniens eine Chance zur Erhebung unter dem bereitwilligen Bruch des beeideten Friedens. Die Ermordung Philipps II. 336 v. Chr. nutzte zuerst Theben zur Sezession, die allerdings mit der Zerstörung der Stadt durch Alexander den Großen endete. Als dieser 334 v. Chr. mit dem Gros der makedonischen Heeresmacht zu seinem berühmten Asienfeldzug aufgebrochen war, sahen die Spartaner die Gelegenheit zur Rückeroberung der Herrschaft auf dem Peloponnes gekommen. Doch im sogenannten „Mäusekrieg“ wurden sie von Alexanders Stellvertreter in Europa, Antipatros, im Jahr 330 v. Chr. besiegt.
In beiden Erhebungen war Athen unter dem Wirken antimakedonischer Politiker wie Demosthenes, Hypereides oder Lykurgos beteiligt gewesen, unterstützt mit persischem Gold, doch hatten Alexander und Antipatros jeweils von Strafmaßnahmen gegen diese ehrwürdige Stadt abgesehen, wenngleich die Bundesverfassung solche Schritte durchaus legitimiert hätte. Zwischen den Jahren 330 und 324 v. Chr. blieb die Lage in Griechenland weitgehend ruhig, aber die Ablehnung der makedonischen Hegemonie blieb unterschwellig bestehen, genährt von gegenseitigen Vertragsbrüchen der Bündnispartner wie auch des Hegemons. So wurde noch vor dem Jahr 331 v. Chr. in Pellene auf Betreiben Makedoniens die demokratische Ordnung zugunsten einer Tyrannis beseitigt, was die klar umrissenen Kompetenzen des Hegemons verletzte, der sich nicht in die innere Verfassung der Städte einmischen durfte. Andererseits eroberten im folgenden Jahr die Aitoler unter Bruch des Landfriedens die Stadt Oiniadai und vertrieben deren Bevölkerung. Antipatros unternahm dagegen nichts, doch erklärte Alexander nach seiner Rückkehr aus Indien 324 v. Chr., sich dieser Sache anzunehmen und brachte damit die Aitoler gegen sich auf. Im selben Jahr nahm Athen unter Brüskierung Alexanders den geflohenen Schatzmeister Harpalos auf, der aus Dank für Getreidelieferungen einige Jahre zuvor zum Ehrenbürger gemacht worden war und deshalb auch Anspruch auf eine Aufnahme hatte.

## Anlass
Den unmittelbaren Anlass zum Kriegsausbruch lieferte Alexander durch sein Verbanntendekret, das er während der Eröffnung der Olympischen Spiele von 324 v. Chr. durch den Neffen Aristoteles’, Nikanor, verkünden ließ. Darin sprach er in erneuter Übertretung seiner Kompetenzen eine Amnestie aller in Verbannung lebender Griechen aus und räumte ihnen ein Rückkehrrecht in ihre Heimatstädte, einschließlich einer Besitzrestitution, ein. Damit stürzte er Griechenland sehenden Auges ins Chaos und stieß jene Hellenen, die ihn unterstützt hatten, vor den Kopf, denn bei den Verbannten, die nun zurückkehren sollten, handelte es sich in der Regel um ihre Feinde. Vor allem die ökonomischen Implikationen waren enorm, denn das einstige Eigentum der Verbannten hatte bereits vor Jahren den Besitzer gewechselt. Dies betraf nicht nur die Rückführung der Oiniadaier, sondern auch der im karischen Exil lebenden Samier auf ihre Heimatinsel Samos, die 365 v. Chr. von Athen erobert und mit eigenen Kolonisten (Kleruchen) besiedelt worden war. Athen aber wollte Samos unter keinen Umständen aufgeben und war dafür zum Krieg mit Alexander entschlossen.

## Kriegsvorbereitungen
In einer Geheimsitzung der Ekklesia im Herbst 324 v. Chr. ermächtigten die Stadtoberen von Athen ihren strategos Leosthenes mit der Anwerbung von Söldnern für fünfzig Talente, gleichzeitig sollte er Kontakt zu den Aitolern aufnehmen und deren Bündnisbereitschaft für einen gemeinsamen Kampf gegen Alexander zu sondieren. Dieser befand sich zu dieser Zeit noch im fernen Asien auf dem Marsch von Susa nach Ekbatana, was die kampfwilligen Athener optimistisch stimmte. Deren innenpolitische Situation war aber zugleich vom Machtkampf der Antimakedonen (Demosthenes, Hypereides) mit den Promakedonen (Demades, Phokion) und von der Bestechungsaffäre um Harpalos gekennzeichnet, in der die antimakedonische Fraktion untereinander zerstritten war. Hypereides erhob dabei Anklage gegen Demosthenes wegen Bestechung, verdrängte diesen so von der Fraktionsführung und nötigte ihn im Frühjahr 323 v. Chr. zur Flucht. Unterdessen zog Leosthenes auf den Peloponnes, um in Tainaron 8.000 Söldner anzuwerben, von denen die meisten zuvor mit Alexander in Asien gekämpft hatten (siehe Söldnerdekret), und um Bündnisverhandlungen mit den dortigen Städten zu führen. Diese Aktivitäten nahmen etwa ein Jahr in Anspruch. Inwiefern Alexander oder Antipatros davon Kenntnis erhielten, ist unklar.
Die Sache der Griechen erhielt einen unerwarteten Aufwind, als am 10. Juni 323 v. Chr. Alexander überraschend in Babylon ohne geregelte Nachfolge starb. Die Nachricht von seinem Tod hatte zur Folge, dass sich in vielen Städten die Feinde des Königs durchsetzten und rasch eine Abfallbewegung von der makedonischen Hegemonie einsetzte, zumal diese nur auf einer vertraglichen Vereinbarung zwischen den Bündnern und dem makedonischen König fußte, die durch seinen Tod gegenstandslos geworden war. In Athen konnte nun die von Hypereides geführte antimakedonische Fraktion die Mehrheit des Demos damit für den Krieg gewinnen. Unter seiner Führung stellte sich die Stadt an die Spitze eines neuen gegen Makedonien gerichteten Bundes, dem eine große Anzahl kriegswilliger Städte beitraten. In bewusster Distanzierung zur makedonischen Herrscherpraxis gab sich der neue Bund keine hegemoniale Organisationsform; das Verhältnis der Mitglieder zueinander sollte auf politischer Gleichberechtigung basieren, faktisch aber hatte Athen die militärische und politische Führung inne. Auch fußte der Bund nicht auf einer für alle gleich geltenden Verfassungsregelung, sondern auf bilateralen Verträgen der Mitglieder untereinander. Als gemeinsames Beschlussgremium war ein Bundesrat (koinon synhēdriōn) im Heer präsent.
Die Mitglieder des Bundes waren nach Diodor:
| Alliierte                 | Bemerkung                  | Alliierte                               | Bemerkung                                                                                   |
| ------------------------- | -------------------------- | --------------------------------------- | ------------------------------------------------------------------------------------------- |
| Athen                     |                            | die Doloper                             | alle                                                                                        |
| die Aitoler               | alle                       | die Athamaner                           | alle                                                                                        |
| die Thessaler             | mit Ausnahme von Pelinna   | die Leukader                            | alle                                                                                        |
| die Oitaier               | mit Ausnahme von Herakleia | die Molosser                            | nur jene die Aryptaios (wohl Arybbas) unterstanden; später gingen sie zu den Makedonen über |
| die Maler                 | mit Ausnahme von Lamia     | Karystos                                |                                                                                             |
| die Achaier von Phthiotis | mit Ausnahme von Theben    | Argos                                   |                                                                                             |
| die Dorer                 | alle                       | Sikyon                                  |                                                                                             |
| die Lokrer                | alle                       | Elis                                    |                                                                                             |
| die Phoker                | alle                       | die Messener                            | alle                                                                                        |
| die Ainianer              | alle                       | die Bewohner von Akté (Athos-Halbinsel) |                                                                                             |
| Alyzeia                   |                            | die Bewohner von Akté (Athos-Halbinsel) |                                                                                             |

Einzig die Boioter blieben der Allianz fern und bekannten sich zum Bund mit Makedonien, von dem sie in der Vergangenheit am meisten profitiert hatten. Auffallend ist auch die Erhebung der Thessaler, die von allen am längsten (seit den 350er Jahren v. Chr.) der makedonischen Herrschaft unterstanden hatten.

## Kriegsverlauf
Leosthenes marschierte zum Zeitpunkt von Alexanders Tod gerade mit seinen auf dem Peloponnes angeheuerten Söldnern in das Land der Aitoler, die sein Heer mit 7.000 ihrer Krieger verstärkten. Athen reaktivierte derweil seine aus 40 Quadriremen und 200 Triremen bestehende Flotte und berief sein Bürgerheer ein, wobei die Aufgebote von drei Phylen die Stadtverteidigung übernehmen und die der sieben anderen für den Einsatz jenseits Attikas bereitstehen sollten. Im Herbst 323 v. Chr. marschierte Leosthenes von Aitolien nach Boiotien, wo sich das athenische Heer aus 5.000 Infanteristen, 500 Kavalleristen und 2.000 weiteren Söldnern mit seinen Kräften vereinte. In der Nähe von Plataiai stellten sich ihm die Boioter zum Kampf, die er schnell besiegte. Anschließend besetzte er die strategisch bedeutsamen Thermopylen.
In Makedonien hatte Antipatros inzwischen auf die Nachricht von Alexanders Tod umgehend Boten nach Kleinasien entsandt, um die dort lagernden Feldherren Leonnatos und Krateros zur dringenden Heimkehr zu ermahnen. Eigentlich hätte er nach Alexanders Willen von seinem Stellvertreterposten abberufen werden sollen, doch der Tod des Königs hatte diesen Beschluss hinfällig werden lassen. Außerdem wusste Antipatros vor allem den Krateros, unter dessen Kommando die Veteranen des Asienzuges standen, durch das Angebot einer Ehe mit seiner Tochter an sich zu binden. Als aber die Griechen den Kampf in Boiotien begannen, befanden sich die makedonischen Feldherren noch in Kleinasien. Um deren Zug nach Europa zu verhindern, beorderte Athen seine Flotte in den Hellespont, um den wichtigsten Übergang von Asien nach Europa abzuriegeln. Nach der Niederlage der Boioter nahm Antipatros mit der ihm zur Verfügung stehenden makedonischen Heeresmacht aus 13.000 Infanteristen und 600 Kavalleristen den Marsch zu den Thermopylen auf. Dafür musste er Thessalien durchziehen, dessen Städte er loyal auf seiner Seite glaubte. Erst als er schon tief in Thessalien stand, bekannten sich deren Bewohner zur Sache der Griechen und verschlossen ihm ihre Tore. Darauf sah Antipatros von einem Weitermarsch ab und zog sich mit seinen Truppen in die Stadt Lamia zurück, der einzigen thessalischen Stadt, die sich zu Makedonien bekannte. Dort verschanzte er sich im Winter 323 auf 322 v. Chr., um die Ankunft von Leonnatos und Krateros abzuwarten.
Deren Vereinigung suchte Leosthenes hingegen zu verhindern, weswegen er von den Thermopylen nach Lamia zog, um mit einem schnellen Sieg über Antipatros den Krieg zu entscheiden. Doch während des sofort ausgeführten Sturmangriffs auf die Stadt wurde Leosthenes von einem Stein oder Speer tödlich getroffen. Sein Tod verhinderte die Einnahme Lamias und der neu ernannte strategos Antiphilos entschied sich für eine Belagerung der Stadt. Dies spielte den Makedonen in die Hände, denn Leonnatos gelang die Überquerung des Hellespont und zog nun mit 20.000 Infanteristen und 1.500 Kavalleristen gegen Lamia, das er im Frühjahr 322 v. Chr. erreichte. Um ihn abzufangen, beschloss Antiphilos den Abbruch der Belagerung und lieferte den Makedonen unweit der Stadt eine siegreiche Schlacht, die vor allem vom Einsatz der Kavallerie bestimmt war und in der Leonnatos getötet wurde. Dieser Erfolg erwies sich für die Griechen allerdings als Pyrrhussieg, denn die Aufhebung der Belagerung Lamias hatte das Entkommen Antipatros ermöglicht, der nun seine Kräfte mit denen des Leonnatos vereinen konnte. Zur Schlacht stellte er sich aber zunächst nicht, da er den Griechen vor allem an Kavallerie unterlegen war.
Einstweilen zog sich Antipatros an den Fluss Pinios zurück, wo zu Sommerbeginn 322 v. Chr. endlich Krateros mit den Veteranen eintraf und sich mit ihm vereinte. Er hatte den Hellespont überschreiten können, weil es der athenischen Flotte angesichts einer makedonischen Flotte nicht gelungen war, diese Meerenge unter ihre Kontrolle zu bringen. Etwa zur selben Zeit, als Krateros den Pinios erreicht hatte, wurde die athenische Flotte in der Seeschlacht bei Amorgos von einer makedonischen unter Kleitos dem Weißen vernichtend geschlagen, womit Athen schlagartig seine Seemachtstellung verlor. Die griechischen Verbündeten sahen sich nun zur Entscheidungsschlacht zu Land genötigt, um ihre Sache noch zu retten. Am 7. Metageitnion (6. August) standen sie bei Krannon aber mit 25.000 Infanteristen und 3.500 Kavalleristen einer makedonischen Übermacht von 40.000 Infanteristen, 3.000 Bogenschützen und Speerwerfern sowie 5.000 Kavalleristen gegenüber. In der folgenden Schlacht konnten die Makedonen das Feld behaupten und den Griechen die höheren Verluste zufügen. Die unterlegenen Griechen konnten die Geschlossenheit ihres Heeres zwar aufrechterhalten, doch wurden sie sich der Ausweglosigkeit der Gesamtlage bewusst, in der sie ohne nennenswerte Verstärkung den Makedonen gänzlich unterlegen waren. Antiphilos und sein thessalischer Reitergeneral Menon hatten noch vor Krannon im Namen der alliierten Griechen ein Friedensgesuch an Antipatros gerichtet, der aber ausschließlich Separatfrieden mit jeder einzelnen Stadt abzuschließen bevorzugte, was wiederum der Bundesrat der Griechen nicht akzeptieren wollte. Daraufhin gingen die Makedonen die Unterwerfung der thessalischen Städte an, die sie schnell im Sturm nehmen und ihnen den Frieden diktieren konnten.

## Kriegsende

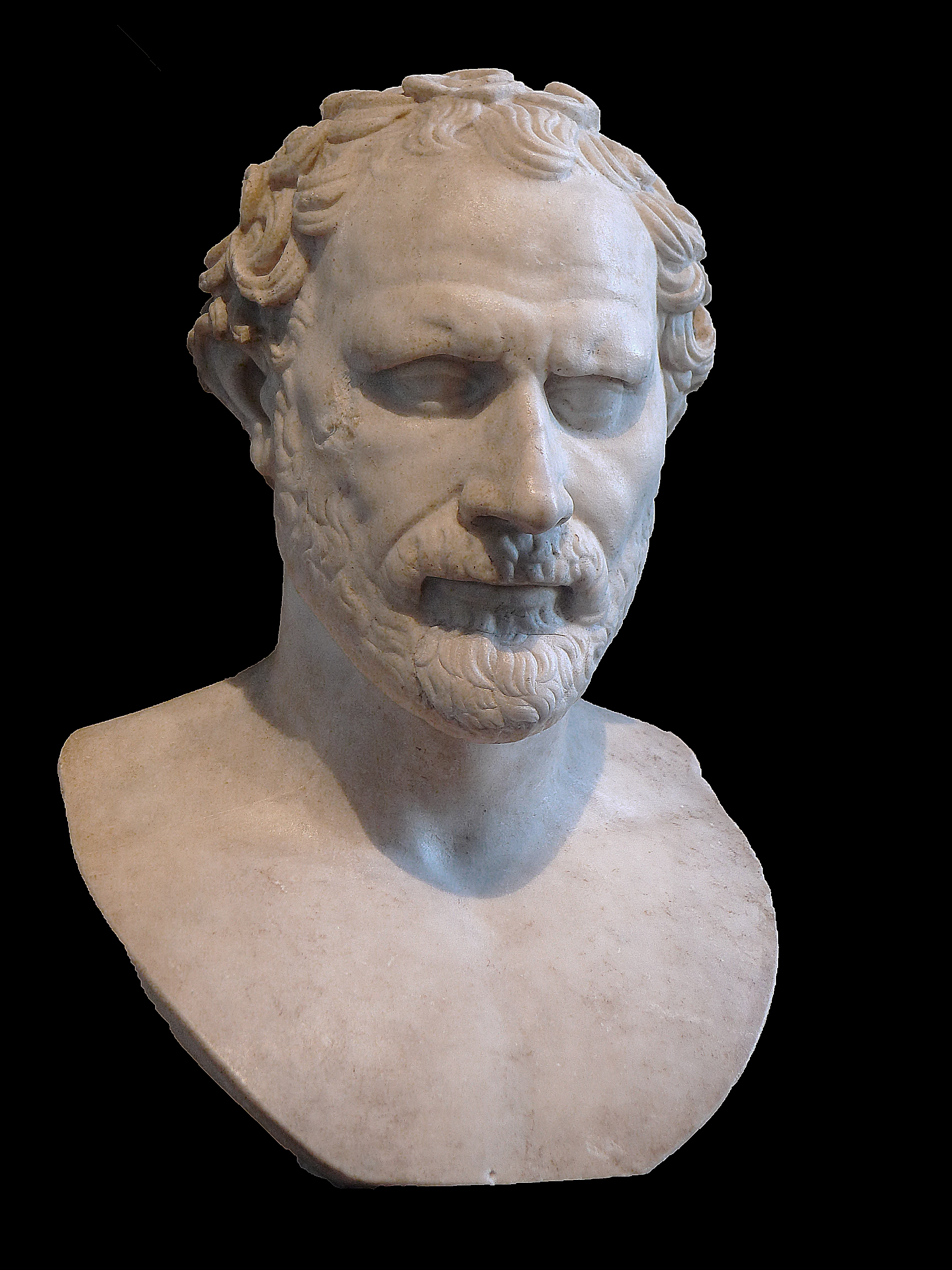
Die Niederlage Athens im Lamischen Krieg nötigte Demosthenes zum Selbstmord. Büste von Polyeuktos, römische Kopie. Museum des Louvre, Paris.

Mit dem Verlust Thessaliens brach die griechische Allianz in sich zusammen. Ihre Krieger zogen sich in ihre Heimatstädte zurück, um diese zur Verteidigung gegen die Makedonen zu wappnen. Andere Städte entschieden sich nun doch zum Abschluss von Separatfrieden und kündigten damit ihr Eintreten für den Bund auf. Als Antipatros seinen Marsch Richtung Attika begann, kam es auch in Athen zu einem politischen Umschwung, indem sich die Bürger an Demades wandten, der einer der ältesten Führer der promakedonischen Fraktion war. Gemeinsam mit Phokion und dem Philosophen Xenokrates wurde er von der Ekklesia mit allen Vollmachten zur Aushandlung eines Friedens mit Antipatros ausgestattet, mit dem die Delegation auf der Kadmeia des zerstörten Theben zusammentraf. Hier blieb ihnen nichts anderes übrig, als die vier wichtigsten Bedingungen des makedonischen Regenten zu akzeptieren. Dieser forderte die Auslieferung der Makedonenfeinde Hypereides und Demosthenes, die Beseitigung der demokratischen Verfassung zugunsten einer oligarchischen, die Aufnahme einer makedonischen Garnison auf dem Munychia-Hügel, der den Hafen Piräus kontrollierte, sowie die Zahlung von Reparationen für begangene Kriegsschäden. Auch musste Athen die Insel Samos aufgeben und sie an ihre Bürger übergeben, womit eine der letzten Bestimmungen Alexanders verwirklicht wurde. Danach zog Antipatros auf den Peloponnes nach Kleonai, wo sich ihm die peloponnesischen Städte unterwarfen. Hier wurde ihm am 9. Pyanepsion (6. Oktober) auch Hypereides nach erfolgloser Flucht ausgeliefert, dem er zuerst die Zunge herausschneiden und ihn anschließend hinrichten ließ. Trotz seiner Verbannung war Demosthenes im Frühjahr 322 v. Chr. nach Athen zurückgekehrt, nur um nach der Niederlage von Krannon mit den anderen Makedonenfeinden wieder fliehen zu müssen. Obwohl er im Lamischen Krieg keine aktive Rolle gespielt hatte, bestand Antipatros auch auf seiner Auslieferung, um ihn für sein gegen Makedonien gerichtetes Wirken der vergangenen Jahrzehnte zu richten. Von Philipp II. und Alexander war der wohl bedeutendste attische Redner stets mit Nachsicht behandelt worden, die er nun von Antipatros nicht mehr erwarten konnte. Bevor er gefasst werden konnte, beging er am 16. Pyanepsion (13. Oktober) im Poseidon-Heiligtum auf Kalavria Suizid.
Nach dem Strafgericht und der Regelung der Verhältnisse auf dem Peloponnes zog sich Antipatros nach Makedonien zurück, um dort die Planungen für einen Feldzug gegen die Aitoler vorzubereiten, die sich als einzige Kriegsbeteiligte der Unterwerfung verweigert hatten. Im Spätherbst 322 v. Chr. marschierten er und Krateros mit 30.000 Infanteristen und 2.500 Kavalleristen in Aitolien ein. Aber bereits nach der Eroberung der ersten aitolischen Städte erschien Antigonos Monophthalmos in ihrem Lager, um sie von den verdächtigen Handlungen des in Asien regierenden Perdikkas zu unterrichten. Antipatros brach den Aitolienfeldzug umgehend ab und rüstete seine Truppen für einen Marsch nach Asien, um dort gegen Perdikkas den ersten Diadochenkrieg (321–320 v. Chr.) zu führen. Seine Abwesenheit nutzten die Aitoler im Frühjahr 321 v. Chr. zu einer Offensive in die Lokris, wo sie ein makedonisches Heer schlugen und einige Städte besetzten. Anschließend vereinten sie sich in Thessalien mit den letzten freien Thessalern zu einem Heer von 25.000 Infanteristen und 1.500 Kavalleristen. Ein Angriff der Akarnanen auf Aitolien nötigte sie allerdings zur Teilung des Heeres, von dem die eine Hälfte nach Aitolien zurückmarschierte und die andere unter dem Kommando des Menon in Thessalien verbleiben sollte. Dieses Heer wurde aber schon kurz darauf von einem makedonischen unter Polyperchon besiegt und Menon getötet.
Der gescheiterte Aitolerzug des Frühjahres 321 v. Chr. war die letzte militärische Aktion der im Herbst 323 v. Chr. begonnenen Kampfhandlungen des Lamischen Krieges. Nur zwei Jahre später löste der Tod Antipatros’ den zweiten Diadochenkrieg (319–316 v. Chr.) aus, in dem Griechenland erneut zum Kriegsschauplatz wurde.

## Folgen
Antipatros stellte nach seinem Sieg den von Philipp II. gegründeten korinthischen Bund nicht wieder her, der den Griechenstädten immerhin noch ihre innere Autonomie zugestanden hatte. Stattdessen errichtete er nun eine makedonische Direktherrschaft über sie, indem er in den Städten ihm getreue Oligarchen oder Tyrannen installierte und sich deren Loyalität mit makedonischen Besatzungstruppen versicherte. Damit trug er offenbar der Einsicht Rechnung, dass sich die Griechen selbst nach mehreren Jahrzehnten nicht an eine makedonische Hegemonie gewöhnen konnten und wollten. Vor allem aber erreichte er damit auch eine Erweiterung seiner persönlichen Machtstellung in Europa, da eine Wiederherstellung des Bundes ihn nur wieder in die Position eines Sachwalters im Namen der Erben Alexanders (Philipp III. Arrhidaios, Alexander IV. Aigos) zurückgeworfen hätte, während die nun eingesetzten Statthalter in den griechischen Städten allein ihm zur Gefolgschaft verpflichtet waren. Diese Ordnung barg allerdings auch die Ursachen für die künftige politische Destabilisierung Griechenlands. Denn als Antipatros 319 v. Chr. starb, hielten seine Statthalter nicht etwa dem von ihm designierten Nachfolger Polyperchon die Treue, sondern seinem Sohn Kassander und steuerten somit den Grund für weitere militärische Auseinandersetzungen in Griechenland während der Diadochenkriege bei.
Der Lamische Krieg mit seinem Ausgang stellt eine wichtige Zäsur in der antiken Geschichte Griechenlands dar; er markiert den Übergang vom klassischen zum hellenistischen Zeitalter, das mit dem Eroberungszug Alexanders eingeleitet wurde. Zum letzten Mal war Athen als eine unabhängig handelnde Macht an der Spitze eines aus Stadtstaaten gebildeten Bundes aufgetreten. Die Niederlage führte nicht nur zum Verlust der Seemachtstellung Athens und erstmals auch zur Fremdbesetzung der Stadt, sondern auch zum Ende der alten attischen Demokratie. Nicht zuletzt deshalb wurde mit dem Ausgang des Krieges bereits von antiken Autoren das Ende des ursprünglichen griechischen Freiheitsgedankens verbunden, der in den folgenden Diadochenkriegen nur noch als propagandistische Rechtfertigung für das Machtstreben der Diadochenherrscher in Griechenland herangezogen wurde.